# ستيفن سكوت (لاعب اتحاد الرغبي)
ستيفن سكوت (بالإنجليزية: Stephen Scott) هو لاعب اتحاد الرغبي نيوزيلندي، ولد في 11 سبتمبر 1955 في كرايستشرش في نيوزيلندا، وتوفي في 16 يونيو 1994 في بالكلوثا (نيوزيلندا) في نيوزيلندا.